# Chyptodes
Chyptodes är ett släkte av skalbaggar. Chyptodes ingår i familjen långhorningar.
Kladogram enligt Catalogue of Life:
| Chyptodes | \| \| Chyptodes albosuturalis \| \| \| \| \| \| Chyptodes dejeanii \| \| \| \| |
|           | \| \| Chyptodes albosuturalis \| \| \| \| \| \| Chyptodes dejeanii \| \| \| \| |
|           | Chyptodes albosuturalis                                                        |
|           |                                                                                |
|           | Chyptodes dejeanii                                                             |
|           |                                                                                |